# トクマサ
トクマサ（得正）は日本の競走馬。1936年に行われた第5回東京優駿大競走（日本ダービー）優勝馬である。李王職が1937年（昭和12年）に買上げ、蘭谷牧場（江原道准陽郡）の種牡馬として繋養した。

## 経歴

### 競走馬時代
1933年3月20日に宮内省管轄の下総御料牧場で誕生。父は前年に日本へ導入され、産駒がクラシック戦線で活躍を始めていた大種牡馬トウルヌソル、母はイギリスから輸入された基礎牝馬である種正（タネマサ、血統名：ヤングマンズフアンシー）という良血馬であった。1935年に馬主となる山中清兵衛によって1万5450円で購入され、東京競馬場の尾形藤吉（景造）厩舎に預託された。
1936年春に中山競馬場でデビューするも不振が続き、5戦1勝という戦績で第5回東京優駿大競走に挑むと、最後の直線で騎手の伊藤正四郎は鞭も折れるほどの気合の騎乗を見せ、2分42秒1のタイムで優勝した。人気5番で勝利した結果、競走後に特払い（特別給付金）が出る大穴であった。
このとき調教師の尾形は重馬場（実際は稍不）を得意とする第8レース勝ち馬フソウの履いていた蹄鉄に気づき、競馬場にほど近い自宅からアメリカ製のスパイク鉄を取り寄せると、トクマサに履かせて出走に間に合わせた。
なお、その第5回東京優駿大競走について、関西の秘密兵器と目され同厩舎で評価の高かったヒサトモなどに比べると、トクマサの注目度は低く、上述の通り5番の評価で単票は106票止まりだった。レースではスタートから中団の7番手につけ、向こう正面で進出を開始。3、4コーナーで馬場の内側を突いて先行集団に取り付くと、最後の直線では先に抜け出した1番人気のピアスアローを外から強襲し、1馬身4分の1差をつけて優勝した。
ダービー制覇後は、同年6月に横浜競馬場で行われた帝室御賞典にも優勝。翌1937年には目黒記念（春）、中山記念（秋）を制するなど活躍を続けた。通算成績は27戦9勝、獲得賞金は6万3602円75銭であった。

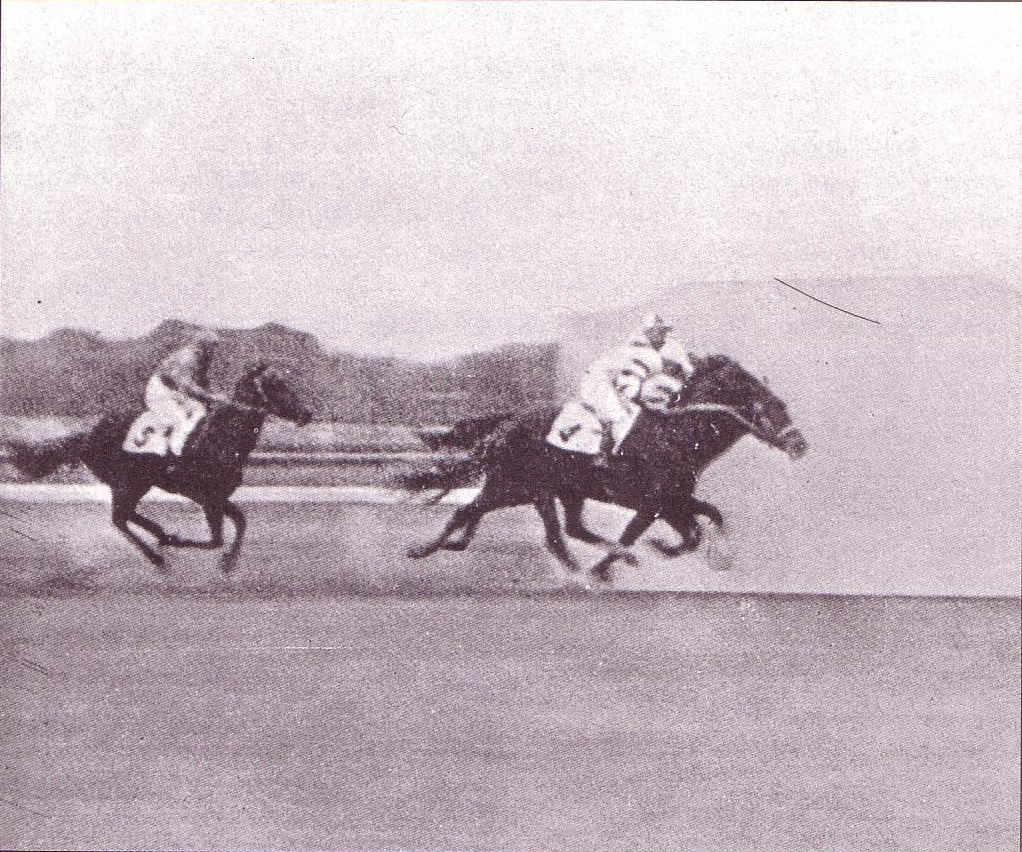
第5回東京優駿大競走（外4番がトクマサ）

### 種牡馬時代
1937年11月に引退後、朝鮮の李王職蘭谷牧場に買い上げられて「得正」の名で種牡馬として供用された。しかし太平洋戦争下の混乱期に行方不明となり、1943年以降の消息は不明とされている。
なお、東京優駿大競走で伊藤正四郎が使用して折れた鞭は、トクマサを生産した下総御料牧場に寄贈され、「勝利の鞭」として保存された。

## 競走成績
- 1936年（12戦3勝）
  - 東京優駿大競走（日本ダービー）、帝室御賞典（横浜）
- 1937年（15戦6勝）
  - 目黒記念（春）、中山記念（秋）

## 評価
- 20世紀の名馬大投票 - 293位

## 血統表
| トクマサの血統（ゲインズバラ系・5号族(5-h) / Hampton5.5×5=9.38% St.Simon5.5×5） | トクマサの血統（ゲインズバラ系・5号族(5-h) / Hampton5.5×5=9.38% St.Simon5.5×5） | トクマサの血統（ゲインズバラ系・5号族(5-h) / Hampton5.5×5=9.38% St.Simon5.5×5） | （血統表の出典） | （血統表の出典） |
| 父 *トウルヌソル Tournesol 1922 鹿毛 仏・G1                                     | 父の父Gainsborough 1915 鹿毛                                                    | Bayardo                                                                         | Bay Ronald       | Bay Ronald       |
| 父 *トウルヌソル Tournesol 1922 鹿毛 仏・G1                                     | 父の父Gainsborough 1915 鹿毛                                                    | Bayardo                                                                         | Galicia          |                  |
| 父 *トウルヌソル Tournesol 1922 鹿毛 仏・G1                                     | 父の父Gainsborough 1915 鹿毛                                                    | Rosedrop                                                                        | St.Frusquin      | St.Frusquin      |
| 父 *トウルヌソル Tournesol 1922 鹿毛 仏・G1                                     | 父の父Gainsborough 1915 鹿毛                                                    | Rosedrop                                                                        | Rosaline         |                  |
| 父 *トウルヌソル Tournesol 1922 鹿毛 仏・G1                                     | 父の母Soliste 1910 栗毛                                                         | Prince William                                                                  | Bill of Portland | Bill of Portland |
| 父 *トウルヌソル Tournesol 1922 鹿毛 仏・G1                                     | 父の母Soliste 1910 栗毛                                                         | Prince William                                                                  | La Vierge        |                  |
| 父 *トウルヌソル Tournesol 1922 鹿毛 仏・G1                                     | 父の母Soliste 1910 栗毛                                                         | Sees                                                                            | Chesterfield     | Chesterfield     |
| 父 *トウルヌソル Tournesol 1922 鹿毛 仏・G1                                     | 父の母Soliste 1910 栗毛                                                         | Sees                                                                            | La Goulue        |                  |
| 母 種正 *Young Man's Fancy 1920 鹿毛                                            | 母の父Junior 1909 黒鹿毛 英国産                                                 | Symington                                                                       | Ayrshire         | Ayrshire         |
| 母 種正 *Young Man's Fancy 1920 鹿毛                                            | 母の父Junior 1909 黒鹿毛 英国産                                                 | Symington                                                                       | Siphonia         |                  |
| 母 種正 *Young Man's Fancy 1920 鹿毛                                            | 母の父Junior 1909 黒鹿毛 英国産                                                 | Scylla                                                                          | Eager            | Eager            |
| 母 種正 *Young Man's Fancy 1920 鹿毛                                            | 母の父Junior 1909 黒鹿毛 英国産                                                 | Scylla                                                                          | Sirenia          |                  |
| 母 種正 *Young Man's Fancy 1920 鹿毛                                            | 母の母Enthusiast's Last 1909 鹿毛 英国産                                        | Enthusiast                                                                      | Sterling         | Sterling         |
| 母 種正 *Young Man's Fancy 1920 鹿毛                                            | 母の母Enthusiast's Last 1909 鹿毛 英国産                                        | Enthusiast                                                                      | Cherry Duchess   |                  |
| 母 種正 *Young Man's Fancy 1920 鹿毛                                            | 母の母Enthusiast's Last 1909 鹿毛 英国産                                        | Myrrha                                                                          | Baliol           | Baliol           |
| 母 種正 *Young Man's Fancy 1920 鹿毛                                            | 母の母Enthusiast's Last 1909 鹿毛 英国産                                        | Myrrha                                                                          | Hetty F-No.5-h   |                  |

父・トウルヌソルは1925年のジョッケクルブ賞（フランスダービー）優勝馬で、1932年に日本へ輸入後、本馬のほかヒサトモ、クモハタ、テツモン、イエリュウ、クリフジといった数々の大レース優勝馬を輩出した戦前の大種牡馬である。母の種正（ヤングマンズフアンシー）も英国から輸入された御料牧場の基礎牝馬である。
全姉（父も母も同じ姉）に1935年春の帝室御賞典（阪神）勝ち馬・キンチヤンがいる。